# New Hope, Minnesota
New Hope là một thành phố nằm ở quận Hennepin thuộc tiểu bang Minnesota, Hoa Kỳ. Thành phố có diện tích km², dân số theo ước tính năm 2000 của Cục điều tra dân số Hoa Kỳ là 20.873 người.

## Thông tin nhân khẩu
Theo điều tra dân số [1] năm 2000, đã có 20.873 người, 8.665 hộ gia đình, và 5.268 gia đình sống trong thành phố. Mật độ dân số là 4,098.6 người trên một dặm vuông (1,583.3 / km ²). Có 8.746 đơn vị nhà ở mật độ trung bình của 1,717.4 / sq mi (663.4/km ²). Cơ cấu chủng tộc của thành phố là 86,66% người da trắng, 5,78% người Mỹ gốc Phi, 0,46% người Mỹ bản xứ, 3,21% châu Á, Thái Bình Dương 0,04%, 1,74% từ các chủng tộc khác, và 2,11% từ hai hoặc nhiều chủng tộc. Hispanic hay Latino thuộc một chủng tộc nào được 3,45% dân số.
Có 8.665 hộ, trong đó 27,2% có trẻ em dưới 18 tuổi sống chung với họ, 47,2% là đôi vợ chồng sống với nhau, 10,4% có nữ hộ và không có chồng, và 39,2% không lập gia đình. 32,3% của tất cả các hộ gia đình đã được tạo ra từ các cá nhân và 12,5% có người sống một mình 65 tuổi hoặc lớn tuổi hơn. Cỡ hộ trung bình là 2,29 và cỡ gia đình trung bình là 2,91.
Độ tuổi dân cư thành phố đã được trải ra với 21,3% ở độ tuổi dưới 18, 8,1% 18-24, 30,2% 25-44, 22,7% 45-64, và 17,8% từ 65 tuổi trở lên người. Độ tuổi trung bình là 38 năm. Đối với mỗi 100 nữ có 86,6 nam giới. Đối với mỗi 100 nữ 18 tuổi trở lên, có 83,4 nam giới.
Thu nhập trung bình cho một hộ gia đình trong thành phố là $ 46.795, và thu nhập trung bình cho một gia đình là $ 60.424. Phái nam có thu nhập trung bình $ 41.192 so với 29.454 $ cho phái nữ. Thu nhập bình quân đầu người của thành phố là 23.562 $. Khoảng 4,1% của các gia đình và 6,5% dân số sống dưới mức nghèo khổ, trong đó có 7,8% của những người dưới 18 tuổi và 6,3% của những người 65 tuổi hoặc hơn.